# Dia Internacional para a Tolerância
O Dia Internacional para a Tolerância foi instituído pela ONU como sendo o dia 16 de novembro de cada ano, em reconhecimento à Declaração de Paris, assinada no dia 12 deste mês, em 1995, tendo 185 Estados como signatários. Foi instituído pela Resolução 51/95 da UNESCO.

## Princípios da Declaração de Paris e efeitos
A Declaração da ONU fez parte do evento sobre o esforço internacional do Ano das Nações Unidas para a Tolerância. Nela os estados participantes reafirmaram a "fé nos Direitos Humanos fundamentais" e ainda na dignidade e valor da pessoa humana, além de poupar sucessivas gerações das guerras por questões culturais, para tanto devendo ser incentivada a prática da tolerância, a convivência pacífica entre os povos vizinhos. 
Foi então evocado o dia 16 de novembro, quando da assinatura da constituição da UNESCO em 1945. Remetia, ainda, à Declaração Universal dos Direitos Humanos que afirma:
1. Todas as pessoas têm direito à liberdade de pensamento, consciência e religião (Artigo 18);
2. Todos têm direito à liberdade de opinião e expressão (Artigo 19);
3. A educação deve promover a compreensão, a tolerância e a amizade entre todas as nações, grupos raciais e religiosos (Artigo 26).

## Instrumentos
Para a consecução da tolerância entre os povos, são relacionados os seguintes instrumentos jurídicos internacionais:
- Convenção Internacional dos Direitos Civis e Políticos;
- Convenção Internacional dos Direitos Econômicos, Sociais e Culturais;
- Convenção para Eliminação de Todas as Formas de Discriminação Racial;
- Convenção para a Prevenção e Combate ao Crime de Genocídio;
- A Convenção de 1951 relativo aos Refugiados, e seus Protocolos de 1967 e, ainda, os instrumentos regionais;
- Convenção para Eliminação de Todas as Formas de Discriminação contra a Mulher;
- Convenção contra a Tortura e combate a todas as formas de tratamento cruel, desumano ou castigo degradante;
- Declaração de Eliminação de todas as formas de Intolerância baseada na religião ou crença;
- Declaração dos Direitos das Pessoas que pertencem a Nações ou Minorias Étnicas, Religiosas e Linguísticas;
- Declaração de Medidas para Eliminar o Terrorismo Internacional;
- Declaração de Viena, e Programa de Ação da Conferência Mundial de Direitos Humanos;
- Declaração de Copenhague e Programa de Ação adotada pela Cúpula Mundial para o Desenvolvimento Social;
- Declaração da UNESCO sobre Raça e Preconceito Racial;
- Convenção da UNESCO e Recomendação contra a Discriminação na Educação.